# Italian-Hungarian-Slovenian Battlegroup
Italian-Hungarian-Slovenian Battlegroup eller Multinational Land Force är en av Europeiska unionens stridsgrupper och stod i beredskap tillsammans med Balkan Battlegroup under perioden juli-december 2007 och juli-december 2012. Gruppen avlöstes av Nordic Battlegroup 08 och Spanish-led Battlegroup. Italien hade huvudansvaret för styrkan, dvs. man var Leading Nation för Italian-Hungarian-Slovenian Battlegroup.